# شركة الخليج لصناعة البتروكيماويات
شركة الخليج لصناعة البتروكيماويات الشهيرة بالاسم الإنجليزي المختصر جيبك هي الشركة الوحيدة لإنتاج البتروكيماويات في مملكة البحرين وتبيع منتجاتها محليا وتقوم بالتصدير إلى دول خليج العربي الأخرى وغيرها من الدول بما في ذلك الولايات المتحدة والصين والهند وباكستان وغيرها.
جيبك شركة مملوكة من قبل ثلاث مؤسسات حكومية رئيسية وهي بابكو انرجيز من مملكة البحرين وشركة سابك لاستثمارات المغذيات الزراعية من المملكة العربية السعودية وشركة صناعة الكيماويات البترولية من دولة الكويت.
تأسست برأسمال مدفوع قدره 160 مليون دولار أمريكي وتوظف الشركة 420 شخصا من بينهم 92٪ من البحرينيين وتعتبر موظفيها الوطنيين الأصول الحقيقية والمحفز المستمر لجميع إنجازاتها الدولية والإقليمية والمحلية.
عملياتها تنطوي على شراء الغاز الطبيعي وتوظيف وتدريب المواطنين البحرينيين والاستفادة من المقاولين المحليين واستهلاك الطاقة والعمليات المالية والتجارية الأخرى وتضخ نحو 200 مليون دولار أمريكي سنويا في الاقتصاد الوطني. تستخدم جيبك الغاز الطبيعي الذي يتوفر محليا كأساس لإنتاج الأمونيا واليوريا والميثانول وهي منتجاتها الوحيدة.
جيبك تسعى جاهدة لحماية البيئة من خلال العديد من المبادرات البيئية مثل مزرعة الأسماك ومحمية الطيور ومزارع النخيل وحديقة الأعشاب. أيضا تقوم بإدارة انبعاثات الغازات المسببة للاحتباس الحراري حيث تم إنشاء أول محطة لانتعاش ثاني أكسيد الكربون في جيبك في عام 2010 على مستوى الشرق الأوسط. لديها القدرة على التقاط 450 ألف طن متري من ثاني أكسيد الكربون يوميا من غازات المداخن المصلح لتحسين بصمة الكربون لها.

## الإنتاج
- الأمونيا.
- الميثانول.
- اليوريا.

## إدارة الشركة
يضم مجلس إدارة الشركة في اجتماعه ممثلين من الدول المساهمة الثلاث ويرأسه المهندس كمال بن أحمد محمد ويتولى المهندس ياسر عبد الرحيم العباسي رئاسة الشركة.